# آکرمن (میسیسیپی)
آکرمن (به انگلیسی: Ackerman) شهرکی در ایالت میسیسیپی کشور ایالات متحده آمریکا است که جمعیت آن در سرشماری سال ۲۰۱۰ میلادی، ۱٬۵۱۰
نفر بوده‌است.